# HD76360
HD76360 — подвійна зоря. 
Ця подвійна система має видиму зоряну величину в смузі V приблизно 6,1.
Вона розташована на відстані близько 261,1 світлових років від Сонця.

## Подвійна зоря
Головна зоря цієї системи належить до хімічно пекулярних зір й має спектральний клас A4.
Інша компонента має  спектральний клас F4.